# Spławie (powiat koniński)
Spławie – wieś w Polsce położona w województwie wielkopolskim, w powiecie konińskim, w gminie Golina. Równocześnie Spławie jest najbliższym przystankiem kolejowym dla miasta Golina.
W latach 1975–1998 miejscowość należała administracyjnie do województwa konińskiego.